# Arduino Micro
Arduino Micro je v informatice název malého jednodeskového počítače založeného na mikrokontrolerech ATmega od firmy Atmel.
Tato deska neobsahuje normální USB, ale micro USB. Obsahuje převodník, takže nemusíme řešit potíže s programováním. Tato deska se může pro počítač tvářit jako myš nebo klávesnice. Umí tedy simulovat posunutí myši, nebo stisk klávesnice. S touto deskou si tedy můžeme vytvořit vlastní ovladač nebo klávesnici.

## Technické informace
| Mikroprocesor                    | ATmega32U4              |
| Provozní napětí (logická úroveň) | 5V                      |
| Vstupní napětí (doporučeno)      | 7-12V                   |
| Vstupní napětí (maximální limit) | 6-20V                   |
| Počet digitálních I/O pinů       | 20 pinů, z toho 7 s PWM |
| Počet analogových vstupů         | 12 pinů                 |
| Proudové zatížení na 1 pin       | 20 mA                   |
| Flash paměť                      | 32 KB                   |
| SRAM                             | 2,5 KB                  |
| EEPROM                           | 1KB                     |
| Rychlost hodin                   | 16 MHz                  |
| Zabudovaná led                   | pin 13                  |
| Výška                            | 48 mm                   |
| Šířka                            | 18 mm                   |
| Váha                             | 13 g                    |